# Diskordanz

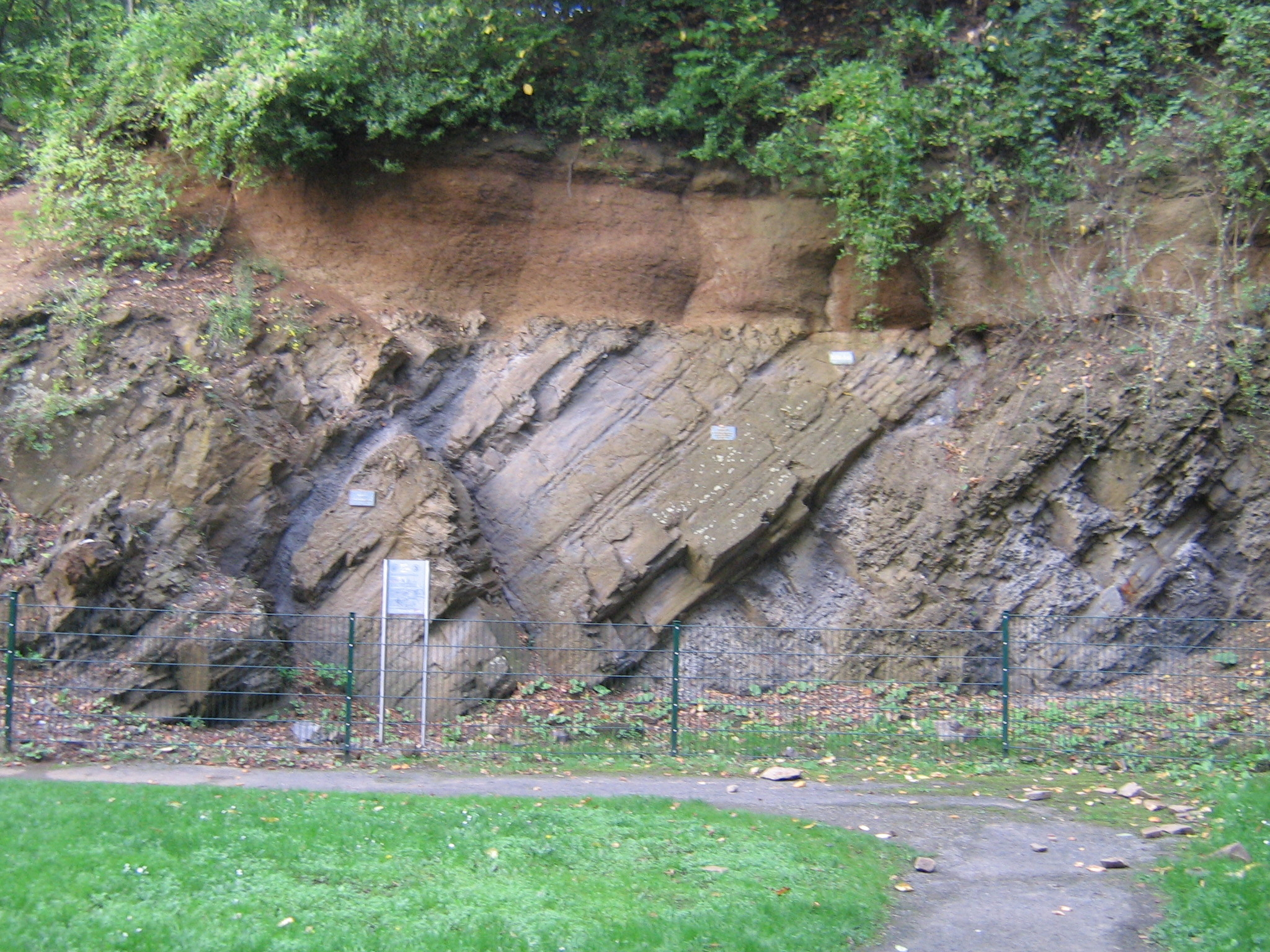
Winkeldiskordanz im Geologischen Garten Bochum: Schwach verfestigte Sande der Oberkreide (Essener Grünsand) auf verkippten Sand-, Silt- und Tonsteinen des Oberkarbons (Bochum-Formation). Die entsprechende Schichtlücke umfasst einen Zeitraum von rund 200 Millionen Jahren.

Als Diskordanz (nach lateinisch discordans „nicht übereinstimmend“) bezeichnet man in der Geologie das winkelige oder unregelmäßige Aufeinanderliegen von Gesteinsschichten. Diskordanz ist in der Stratigraphie der Gegenbegriff zur Konkordanz.
Verschiedene Prozesse können Diskordanzen verursachen:
- Eine Winkeldiskordanz oder auch Tektonische Diskordanz bildet sich gewöhnlich in Sedimentgesteinen, die durch tektonische Bewegungen wie Dehnung, Stauchung, Faltung, Hebung und Senkung, oder durch singuläre vulkanische Ereignisse verkippt werden. Die herausgehobenen Gesteine werden dann erodiert, zum Beispiel bei einem Rückgang des Meeresspiegels (Regression). Spätere Sedimente, die unter anderem bei erneutem Meeresspiegelanstieg (Transgression) abgelagert werden können, liegen wieder waagerecht und bilden folglich einen Winkel mit den älteren Gesteinsschichten. Zwischen den beiden Gesteinspaketen (dem Hangenden „oben“ und dem Liegenden „unten“) befindet sich nun eine Schichtlücke ( Hiatus).
Die genaue Rekonstruktion der Verhältnisse von Ablagerungen und Diskordanzen zueinander ist von großer Bedeutung für das Verständnis der zeitlichen Entwicklung eines Gebirges (Orogenese).
- Wenn die Schichtlücke nicht durch tektonische Bewegungen erzeugt wurde, sondern nur durch Erosion oder Sedimentationsunterbrechung, zum Beispiel, wenn sich ein Fluss in den Untergrund einschneidet, und das selbst erzeugte Tal mit Sedimenten füllt, so spricht man von Erosionsdiskordanz.
- Die Kreuz- oder auch Schrägschichtung, die zum Beispiel bei der Sedimentation in fließendem Wasser entsteht, wird zuweilen als Scheindiskordanz bezeichnet.
- Eine Dislokationsdiskordanz entsteht durch Abscherung (Dislokation) von Gesteinspaketen entlang von Verwerfungen. In der Deckentektonik wird dies auch als Schrägzuschnitt bezeichnet.
- Magmengänge und Salzstöcke durchsetzen die Nebengesteine oftmals ebenfalls mit einem Winkel oder mit unregelmäßigen Kontaktflächen.